# 프로스트 VS 닉슨
《프로스트 VS 닉슨》(영어: Frost/Nixon)은 미국에서 제작된 2008년 역사 드라마 영화이다. 론 하워드가 연출하고 제작에도 참여하였다. 피터 모건이 2006년에 발표한 희곡이 원작이며 모건이 직접 각본도 썼다. 프랭크 랜젤라, 마이클 신 등이 출연하였다.
2009년 제81회 아카데미상에서 작품상, 감독상, 남우 주연상(랜젤라) 등 다섯 개 부문에 후보로 지명되었다.

## 출연진
- 프랭크 랜젤라
- 마이클 신
- 케빈 베이컨
- 리베카 홀
- 토비 존스
- 매슈 맥패디언
- 올리버 플랫
- 샘 록웰
- 클린트 하워드
- 패티 매코맥
- 앤디 마일더
- 키스 매케크니
- 랜스 하워드
- 짐 메스키먼
- 게이브리얼 재럿
- 케이트 제닝스 그랜트
- 제프리 블레이크
- 개빈 그레이저
- 일로이 커사도스

## 기타 제작진
- 협력 제작: 루이자 빌리스, 윌리엄 M. 코너, 캐슬린 맥길
- 배역: 재닛 허션슨, 제인 젱킨스
- 미술: 마이클 코런블라이스
- 세트: 수전 벤저민
- 의상: 대니얼 올랜디